# ジョー・ベイカー (1940年生のサッカー選手)
ジョゼフ・ヘンリー・ベイカー（英語: Joseph Henry Baker、1940年7月17日 - 2003年10月6日）は、イングランドとスコットランドの元サッカー選手、元サッカー指導者。元イングランド代表。選手時代のポジションはFW。
イングランド代表史上初めてイングランドでプレーした経験がないにもかかわらず代表でデビューした選手である。

## クラブ歴
コルトネス・ユナイテッドFCの下部組織出身。チェルシーFCの練習に1ヶ月参加したものの、契約には漕ぎ付けられなかった。1956年にハイバーニアンFCに加入すると、アルマデール・シッスルFCにユースで期限付き移籍した。
翌年に選手となると、17歳ながらスコティッシュカップのエディンバラ・ダービーで4得点を記録し、4-3の勝利の立役者となった.。リーグ戦では1959-60シーズンに33試合42得点を記録した。
1961年夏、ハイバーニアンは現行の週給12ポンドから5ポンド増やした契約を提示したものの、これを拒否してトリノFCに7万5000ポンドで完全移籍した。なお、彼が移籍した直後の11月には兄がハイバーニアンに加入している。
トリノではデルビー・デッラ・モーレで決勝点をあげる等の成果を残したものの、交通事故で重傷を負い、生命維持手術を受けて1ヶ月の間点滴を受け続けた。ただ、チームメイトで且つ兄の元チームメイトでもあるデニス・ローとアパートで過ごしていたため、孤独ではなかった。
1962年7月にビリー・ライト率いるアーセナルFCに7万ポンドのクラブ史上最高額で移籍。8月18日に移籍後初出場を記録すると、156試合で100得点を記録し、クラブ史に残るストライカーの一人となった。ジェフ・ストロングとのコンビで破壊的な攻撃力をみせた一方、守備力に欠けたアーセナルは上位に進出出来なかった。
1965-66シーズンが14位に終わったアーセナルは、彼をノッティンガム・フォレストFCに6万5000ポンドで売却した。1966-67シーズンに準優勝したため、インターシティーズ・フェアーズカップ1967-68に出場した。翌シーズンはFAカップで負傷してしまったために上手く行かなかったが、それまでの28試合では僅か1敗という成績を収めた。
1969年にサンダーランドAFCに3万ポンドで移籍した。
1971年にハイバーニアンに復帰し、翌年にレイス・ローヴァーズFCに移籍した。1974年に引退した。リーグ戦では合計507試合301得点を記録した。

## 代表歴
学生時代にスコットランド学生選抜に選出されており、幼少の頃からスコットランドでは知られていた選手であったが、当時は出生国以外の代表になる事が出来なかったため、渋々イングランド代表となった。本人も「スコットランドリーグでプレーする史上初めてのイングランド代表と言うのは自分でも納得しがたい、何故なら私はスコットランド人で…混乱している。」と述べている。なお父親はイングランド人である。
1959年11月18日に行われた北アイルランド代表戦で代表初出場初得点を記録し、イングランド国外でプレーする史上初のイングランド代表のプロ選手となった。同時にイングランドでプレーした事のない初のイングランド代表選手ともなった。この記録は珍しく、20世紀中には二人目が出なかった。二人目となったのはオーウェン・ハーグリーヴスである。
ハイバーニアン時代に5試合出場した後、アーセナルに移籍し1965年に入ってから3試合の出場がある。1965年は11月と12月に北アイルランド代表とスペイン代表から得点を記録しているが、1966 FIFAワールドカップのメンバーからは漏れた。1966年1月5日のポーランド代表戦が代表最後の出場となった。

## 引退後
選手引退後はアルビオン・ローヴァーズFCで2回監督を務めたが、監督業専任となる事はなかった。パブの経営や介護施設勤務等の職業に就いていた。
2003年に行っていたチャリティゴルフの最中に心臓発作を起こし、そのまま逝去した。享年63歳。

## プレースタイル
身長は高くないものの、スピードと加速に長けており、足でも頭でも正確なコントロールで点を取るストライカーであった。

## 私生活
父がイングランド人で母がスコットランド人。自身はスコットランド人としての民族意識があった。兄のジェリー・ベイカーはアメリカ合衆国代表のサッカー選手。姪のロレーヌ・ベイカー＝ストレインはイングランドの中距離陸上選手、その息子のライアン・ストレインはオーストラリア代表のサッカー選手である。
生まれはリヴァプール郊外のウールトンであったが、第二次世界大戦の戦火から逃れるために6ヶ月の時にマザーウェルに引っ越してマザーウェルで育っている。

### 伝記
- Harris, Jeff (1995). Hogg, Tony. ed. Arsenal Who's Who. Independent UK Sports. ISBN 1-899429-03-4
- Jeffrey, Jim (2005). The Men Who Made Hibernian F.C. since 1946. Tempus Publishing Ltd. ISBN 0-7524-3091-2